# Quốc tử giám
Quốc tử giám (tiếng Trung: 國子監; bính âm: Guózǐjiàn) là cơ quan đào tạo giáo dục cấp trung ương tại các nước Á Đông thời phong kiến Nho giáo. Đứng đầu Quốc tử giám là các chức quan: Tế tửu (đứng đầu trường Quốc học-tương đương với Hiệu trưởng), Tư nghiệp (đứng thứ hai sau Tế tửu).

## Tại Trung Quốc
Quốc tử giám đầu tiên xuất hiện sau thời nhà Tuỳ. Mỗi triều đại sau đó đều lập Quốc tử giám tại kinh đô của mình - Trường An, Lạc Dương, Khai Phong, Nam Kinh. Kể từ thời nhà Minh thì có tới hai Quốc tử giám: một ở Nam Kinh và một ở Bắc Kinh.

## Tại Việt Nam
Quốc tử giám đầu tiên được lập vào năm 1076 tại kinh thành Thăng Long vào thời vua Lý Nhân Tông. Ban đầu, trường chỉ dành riêng cho con vua và con các hoàng tộc, quý tộc và quan lại. Từ năm 1253, vua Trần Thái Tông cho mở rộng Quốc tử giám và thu nhận cả con cái các nhà thường dân có sức học xuất sắc. Đến đời nhà Nguyễn, Quốc tử giám được lập tại Huế.
Chức trách của Tế tửu được Phan Huy Chú cho biết trong Lịch triều Hiến chương loại chí là: “phụng mệnh trông coi nhà Văn Miếu, rèn tập sĩ tử, phải chiếu theo chỉ truyền, hằng tháng theo đúng kỳ cho (học trò trường Giám) tập làm văn, để gây dựng nhân tài, giúp việc thực dụng cho nước”. 
Chức năng của Quốc tử giám là nơi đào tạo quan lại cho nhà nước, vì thế, Tế tửu với vai trò là người đứng đầu Quốc tử giám ngoài việc tổ chức dạy và học, còn phải tổ chức khảo hạch (kiểm tra) sự chuyên cần, tiến bộ của Giám sinh, chấm bài và báo cáo sang Bộ Lại để làm căn cứ bổ tuyển nhân tài theo quy định.
Tư nghiệp là chức quan sau Tế tửu, làm phó cho Tế tửu, giúp Tế tửu trong việc rèn tập sĩ tử.
Tế tửu, Tư nghiệp đều là những bậc đại khoa, nổi tiếng về tài năng và đức độ. Những bậc hiền tài làm Tế tửu, Tư nghiệp được biết nhiều hơn cả như Trạng nguyên Nguyễn Trực, Bảng nhãn Nguyễn Như Đổ, Trạng nguyên Lương Thế Vinh, Tiến sĩ Ngô Sĩ Liên; Tiến sĩ Thân Nhân Trung,...Việc tuyển chọn học quan của Quốc tử giám rất được chú trọng. Các vị quan đại thần có uy tín, học vấn uyên bác như Hộ bộ Thượng thư Phùng Khắc Khoan; Tham tụng Nguyễn Công Thái, Bồi tụng Trương Công Giai, Bồi tụng Nguyễn Bá Lân, Lễ bộ Thượng thư Nguyễn Nghi, Tham tụng Nhữ Đình Toản; Tham tụng Nguyễn Nghiễm, Tham tụng Vũ Miên…được triều đình tin tưởng, bổ nhiệm giữ trọng trách Tế tửu, Tư nghiệp. Đội ngũ học quan này đã góp phần không nhỏ vào việc đào tạo nên hàng loạt danh nho, danh thần cho đất nước.
Tế tửu, Tư nghiệp Quốc tử giám không chỉ là nhà quản lý về giáo dục, mà còn là những nhà giáo mẫu mực, đức trọng tài cao, là những trụ cột quốc gia giúp triều đình trong việc “trị quốc, bình thiên hạ”, là những cây đại thụ trong nền văn hóa nước nhà.

### Một số các vị Tế tửu và Tư nghiệp nổi tiếng
Tại Quốc tử giám Thăng Long
- Chu Văn An, Thái học sinh, Tư nghiệp
- Nguyễn Phi Khanh, Thái học sinh năm 1374, Tư nghiệp
- Lý Tử Tấn, Thái học sinh năm 1400, Tế tửu
- Nguyễn Trực, Trạng nguyên năm 1442, Tế tửu
- Ngô Sĩ Liên, Tiến sĩ năm 1442, Tư nghiệp
- Thân Nhân Trung, Tiến sĩ năm 1469, Tế tửu
- Bùi Xương Trạch, Tiến sĩ năm 1478, Tế tửu
- Phùng Khắc Khoan, Hoàng giáp năm 1580, Tế tửu
- Nguyễn Trù, Hoàng giáp năm 1697, Tế tửu và Tư nghiệp
- Trịnh Tuệ, Trạng nguyên năm 1736, Tế tửu
- Lê Quý Đôn, Bảng nhãn năm 1752, Tư nghiệp và rồi giữ Thự Tế tửu

Tại Quốc tử giám Huế

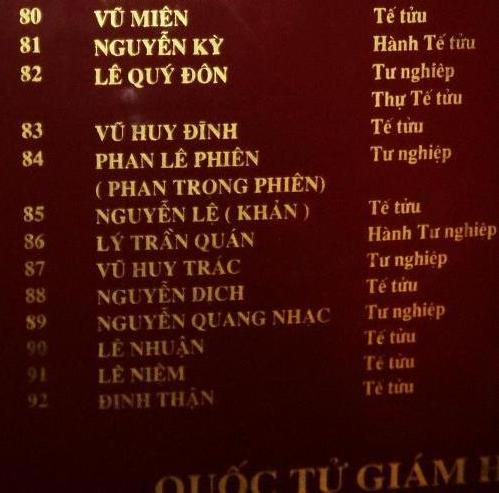
Danh sách Tế tửu và Tư nghiệp Quốc tử giám Thăng Long

- Nguyễn Công Trứ, Cử nhân năm 1819, Tư nghiệp
- Phan Bá Đạt, Tiến sĩ năm 1822, Tư nghiệp
- Đỗ Phát, Tiến sĩ năm 1843, Tế tửu
- Vũ Duy Thanh, Bảng nhãn năm 1851, Tế tửu
- Nguyễn Quang Bích, Hoàng giáp năm 1869, Tế tửu
- Khiếu Năng Tĩnh Cử nhân năm 1878, Tế tửu